# Леніно (Тотемський район)
Ле́ніно (рос. Ленино) — присілок у складі Тотемського району Вологодської області, Росія. Входить до складу Калінінського сільського поселення.

## Населення
Населення — 13 осіб (2010; 30 у 2002).
Національний склад (станом на 2002 рік):
- росіяни — 100 %